# Nicolas Lesueur
Pour les articles homonymes, voir Lesueur.
Nicolas Lesueur' (dit aussi Le Sueur) est un dessinateur et graveur français, né en 1691 à Paris où il est mort en 1764.

## Biographie
Nicolas Lesueur est le fils de Pierre II Le Sueur (dit aussi « l'aîné », 1663-1698), xylographe, et le neveu de Vincent Lesueur (1668-1743), également graveur, tous deux originaires de Rouen. 
Dessinateur réputé, formé à la xylographie, il se spécialise dans la production de bois gravés d'après les maîtres italiens de la Renaissance. Au début des années 1720, Anne Claude de Caylus le prend sous contrat dans le cadre du Recueil Crozat (1729-1742) afin d'en traduire les dessins italiens, convoquant une technique originale permettant d'obtenir des nuances à l'impression : cette technique de xylographie en clair-obscur rehausse l'épreuve obtenue, une eau-forte, avec des aplats de couleur bleu, bistre ou sépia imposés par des blocs de bois, donnant l'impression du lavis et de la grisaille. Dans ce même recueil, Pierre Crozat explique comment Lesueur avait en fait repris et perfectionné une technique inventée par Hugo de Carpi, « sorte de gravure à l'aquatinte résultant de la combinaison de planches de cuivre gravées à l'eau-forte pour imiter le trait de plume et de planches de bois gravées en relief pour obtenir d'autres effets ».
Il a laissé beaucoup de ses gravures sur bois et ornements dans les livres de son temps et plus particulièrement dans la grande édition des Fables de La Fontaine (dite des « Fermiers généraux », 1755-1759) avec figures de Jean-Baptiste Oudry, où il a gravé les grands bouquets formant culs-de-lampe dessinés par le peintre de fleurs Jean-Jacques Bachelier. Il collabore également au Traité des Renoncules (éd. Lottin, 1745) de Jean-Paul de Rome d'Ardène, aux côtés de Benoît Audran le Jeune.
Il est le père du peintre-graveur Blaise Nicolas Le Sueur.

## Œuvre
La Bibliothèque nationale de France conserve plus de 220 estampes travaillées par Nicolas Lesueur.

Exemples d'estampes
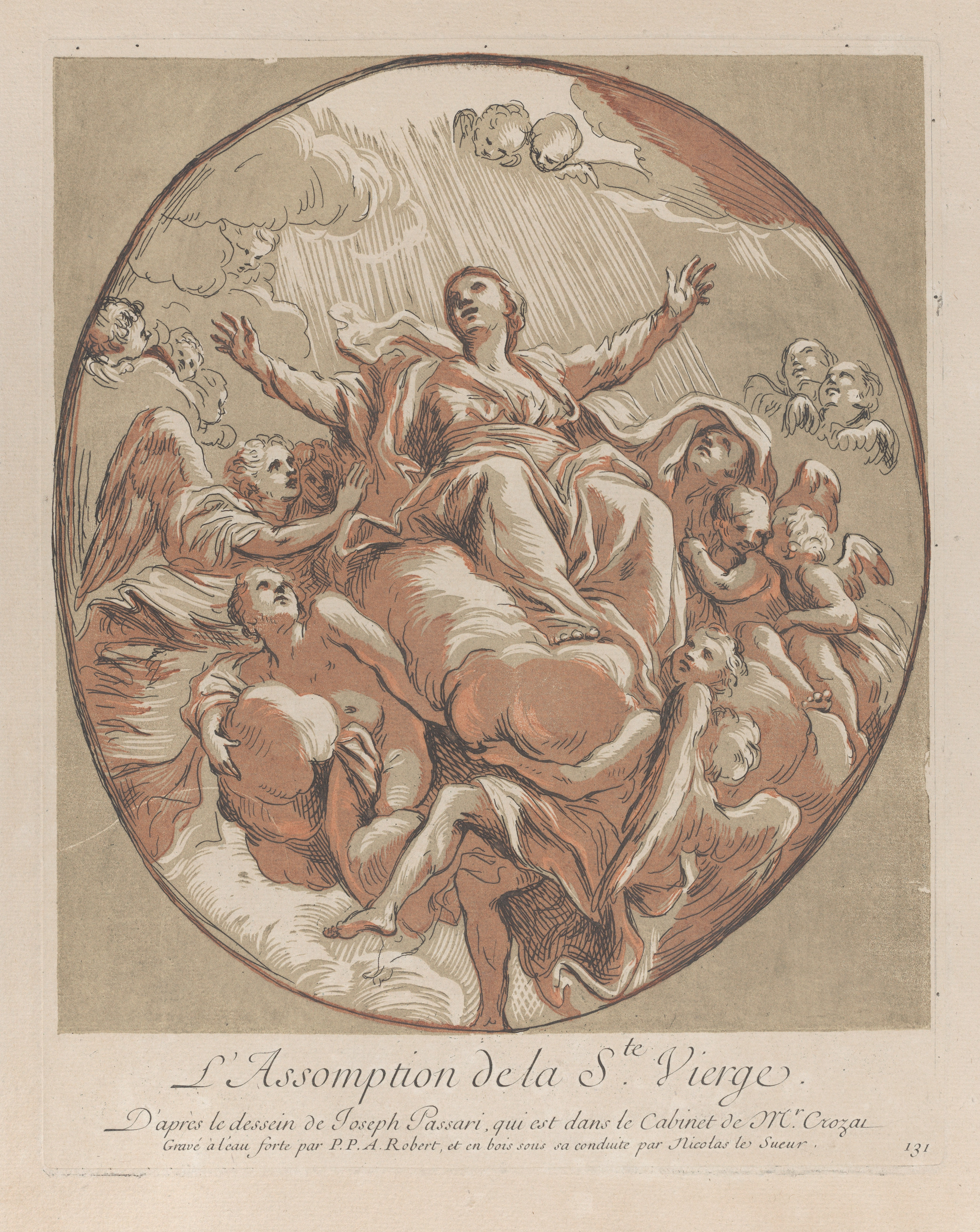
L'Assomption de la Ste Vierge (1729), eau-forte et bois d'après un dessin de Giuseppe Passeri
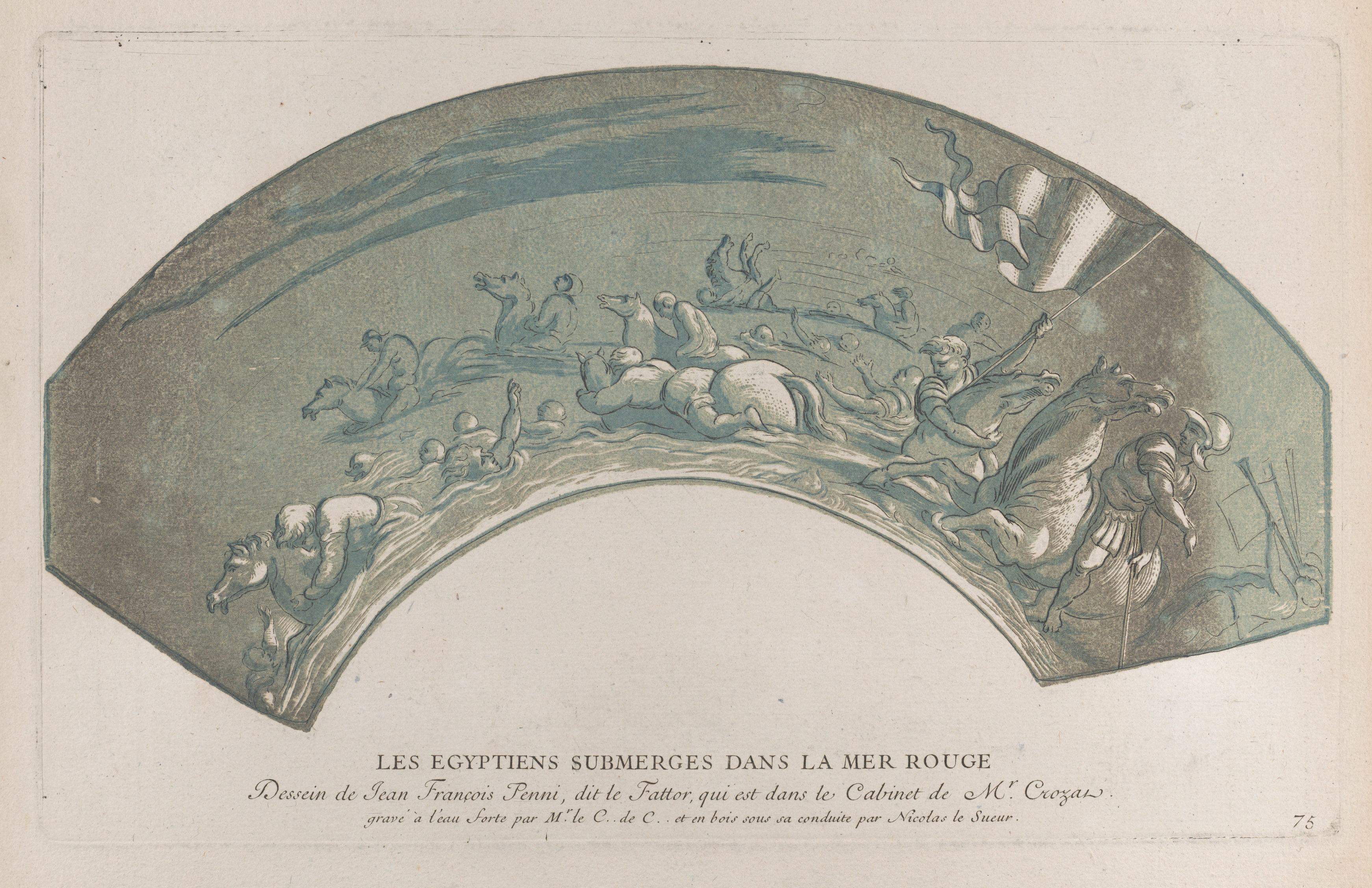
Les Égyptiens submergés dans la Mer rouge (1729), eau-forte et bois d'après Giovan Francesco Penni
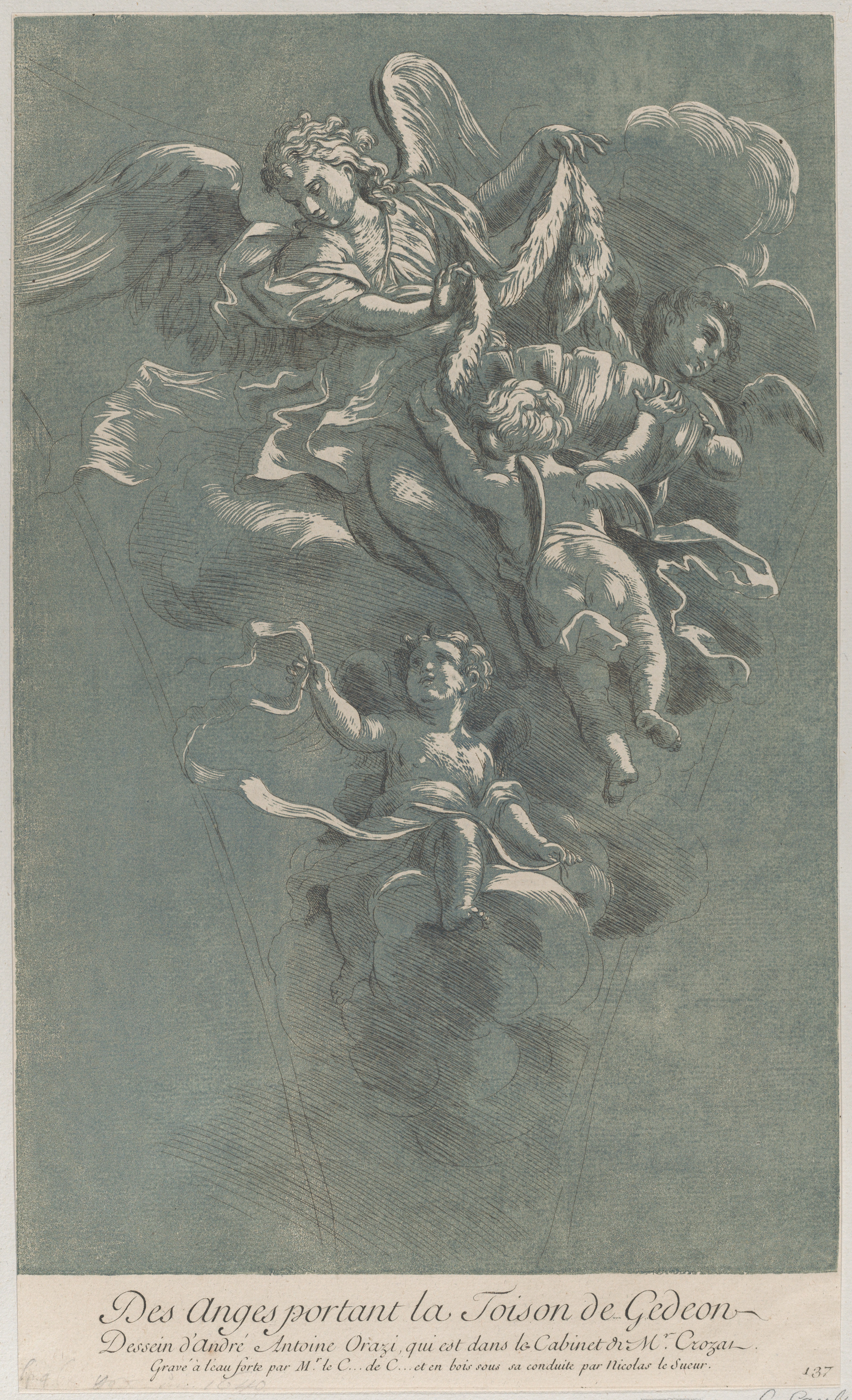
Des anges portant la Toison de Gédéon (1729), eau-forte et bois d'après un dessin d'Antonio Orazi